# Pseudogyrtona ochreopuncta
Pseudogyrtona ochreopuncta là một loài bướm đêm trong họ Noctuidae.